# АЭС Гросвельцхайм
Атомная электростанция Гросвельцхайм (нем. Kernkraftwerk Großwelzheim) — закрытая и демонтированная исследовательская атомная электростанция в Германии мощностью 25 МВт, находившаяся неподалёку от Гросвельцхайма, местности в коммуне Карлштайн-на-Майне в Баварии.

Герб Карлштайна-на-Майне с «атомным символом»

На АЭС работал кипящий ядерный реактор. Синхронизация с сетью состоялась 14 октября 1969 года, но уже в апреле 1971 года АЭС была закрыта. Здание АЭС служило в 1980-х годах для тестов воздействия волн изменения давления и взрывов на атомные электростанции. В 1990-х годах электростанция была демонтирована. На территории АЭС также располагалась первая АЭС Германии АЭС Каль, которая была закрыта в 1985 году и с 1988 по 2010 годы была тоже демонтирована. Таким образом, территория этих двух атомных электростанций стала первой немецкой территорией, где были демонтированы два реакторных блока.
Интересно, что при образовании коммуны Карлштайн-на-Майне из тогда ещё самостоятельных Деттингена-на-Майне и Гросвельцхайма в 1975 году, элементом герба стал «атомный символ», хотя к тому времени реактор уже не эксплуатировался.

## Данные энергоблока
АЭС имеет один энергоблок:
| Энергоблок       | Тип реактора                  | Нетто- мощность | Брутто- мощность | Начало строительства | Синхронизация с электросетью | Коммерческая эксплуатация | Закрытие   |
| ---------------- | ----------------------------- | --------------- | ---------------- | -------------------- | ---------------------------- | ------------------------- | ---------- |
| HDR Großwelzheim | кипящий ядерный реактор (HDR) | 25 МВт          | 25 МВт           | 01.01.1965           | 14.10.1969                   | 02.08.1970                | 20.04.1971 |